# Annette von der Heyde

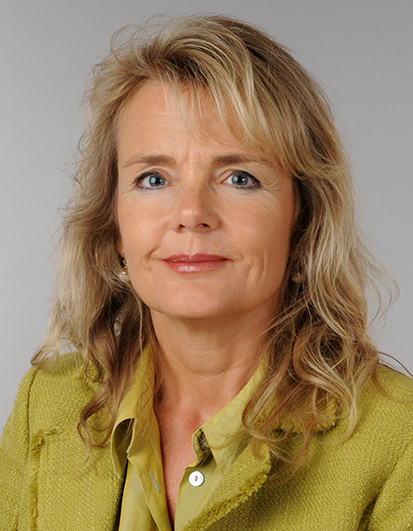
Annette von der Heyde

Annette von der Heyde (* 21. Februar 1963 in Mainz) ist eine deutsche Journalistin. Sie arbeitet als Redakteurin und Autorin bei dem Zweiten Deutschen Fernsehen (ZDF).

## Leben
Annette von der Heyde wuchs als Tochter einer Lehrerin und eines Juristen in Rheinhessen auf. Nach ihrer Schulzeit auf dem Gymnasium in Alzey studierte sie Geschichte und Politik in Mainz und Montpellier. Nach dem Studium arbeitete sie ab 1988 als freie Mitarbeiterin bei dem ZDF in Mainz. Ab 1999 arbeitete sie als Redakteurin und Autorin in der Redaktion Zeitgeschichte des ZDF. 2013 war ihre Dokumentation Weltenbrand für den Deutschen Fernsehpreis nominiert.
Sie ist mit Thomas Koch verheiratet und lebt im Landkreis Mainz-Bingen. Sie haben drei Töchter.

## Filmografie
2023
- Terra X History: Enttäuschte Liebe? Wir Deutschen und die Franzosen[2]
- Rückkehr der Diktatoren? Von Mao zu Xi Jinping[3]
- Terra X History: Most wanted – Geld, Gier, Größenwahn[4]

2022
- ZDFZeit: Wir Deutschen und China[5]
- Ziemliche beste Nachbarn. Wir und die Franzosen[6]
- Terra X Webvideo: Der Kronprinz und die Nazis[7]
- ZDF-History: Lichtgestalten. Unbekannte Helden der deutschen Geschichte[8]

2021
- ZDF-History: Streit ums Reich. Der Sattler gegen den Kaiser[9]

2020
- ZDF-History: Albert Speer und der Traum von Hollywood[10]
- ZDF-History: Auguste Victoria – Deutschlands letzte Kaiserin[11][12]

2019
- ZDF-History: Sinti und Roma. Eine deutsche Geschichte[13]
- Beruf: Königin! Mathilde von Belgien[14]
- ZDF-History: Der 9. November – Schicksalstag der Deutschen[15]

2018
- Supermächte – Angst vor China?[16]
- Dokudrama Kaisersturz (Redaktion)[17]

2017
- ZDF-History: Helden der Leinwand[18]
- Königliche Dynastien: Die Glücksburger[19]
- ZDF-History: Die Geschichte der Lilli Jahn[20]
- Landgericht – Die Dokumentation[21]

2016
- Königliche Dynastien: Die Welfen[22]

2015
- Königliche Dynastien: Die Wittelsbacher[23]
- Warschau 44 – Die Dokumentation[24]
- ZDF-History: Kaiserkinder[25]

2014
- Das Zeugenhaus – Die Dokumentation[26]
- Die Suche nach den verlorenen Söhnen. 100 Jahre Erster Weltkrieg[27]
- Königliche Dynastien: Die Hohenzollern[28]
- ZDF-History: Elly Beinhorn – Die Dokumentation[29]

2013
- Traumfabrik Königshaus: Dänemark. Die heimliche Königin[30]
- Unsere Mütter, unsere Väter: Eine andere Zeit – Die Dokumentation[31]

2012
- Weltenbrand. Sündenfall[32]
- ZDF-History: Der Erste Weltkrieg in Farbe
- Der deutsche Adel. Das Erbe des Kaisers[33]

2011
- Albert und Charlene: Countdown zur Märchenhochzeit[34]
- div. ZDF-History

2010
- Königliche Hochzeit. Dänemark und seine starken Frauen
- ZDF-History: Mandela! Südafrikas langer Weg zur Freiheit!

2009-1999
- ZDF-History: Kindheit hinter Stacheldraht
- ZDF-History: Hello Fräulein – Liebe zwischen Siegern und Besiegten
- Majestät! Die Märchenkönigin. Margrethe und ihr Prinz von Dänemark
- ZDF-History: Die RAF – Phantom ohne Gnade
- ZDF-History: Vater filmt den Zweiten Weltkrieg
- Majestät! Beatrix und der traurige Prinz
- ZDF-History: Gefreiter Hitler
- Die SS: Himmlers Wahn
- Seine Majestät – Wilhelm II
- Unser Jahrhundert: Kaiserdämmerung

1988–1998
- Redaktionelle Betreuung internationaler TV – Staffeln
- Die Welt der Jahrhundertmitte (13 Folgen)
- Als das Jahrhundert jung war (13 Folgen)

## Belege
1. ↑  Der Deutsche Fernsehpreis: 2013 Beste Dokumentation: Weltenbrand. In: Deutscher Fernsehpreis 2021. Abgerufen am 20. März 2021 (deutsch).
2. ↑  Annette von der Heyde: Enttäuschte Liebe? In: ZDF Mediathek. Terra X, 13. Februar 2023, abgerufen am 25. Januar 2024.
3. ↑  Annette von der Heyde: Rückkehr der Diktatoren? In: ZDF Mediathek. Terra X History, 10. Oktober 2023, abgerufen am 25. Januar 2024.
4. ↑  Annette von der Heyde: Most wanted. In: ZDF Mediathek. Terra X History, 2. Juli 2023, abgerufen am 25. Januar 2024.
5. ↑  Annette von der Heyde: Wir Deutschen und China. In: ZDF Mediathek. ZDFZeit, 20. Oktober 2022, abgerufen am 25. Januar 2024.
6. ↑  Annette von der Heyde: Ziemlich beste Nachbarn. In: ZDF Mediathek. ZDF Zeit, 8. September 2022, abgerufen am 25. Januar 2024.
7. ↑  Annette von der Heyde: Der Kronprinz und die Nazis. In: ZDF Mediathek. Terra X, 27. März 2022, abgerufen am 25. Januar 2024.
8. ↑  Annette von der Heyde: Lichtgestalten. In: ZDF Mediathek. Terra X History, 11. Oktober 2022, abgerufen am 25. Januar 2024.
9. ↑  Annette von der Heyde: Streit ums Reich. In: ZDF Mediathek. Terra X History, 12. Dezember 2021, abgerufen am 25. Januar 2024.
10. ↑  phoenix. Abgerufen am 20. März 2021.
11. ↑  Auguste Viktoria - Die letzte Kaiserin - Die ganze Doku. Abgerufen am 8. April 2021.
12. ↑  Making-of Auguste Victoria. Abgerufen am 8. April 2021.
13. ↑  Offensiv gegen dumpfe Ressentiments. 28. Juli 2019, abgerufen am 20. März 2021.
14. ↑  Duitse tv maakt docu over Mathilde. Abgerufen am 20. März 2021 (flämisch).
15. ↑  phoenix. Abgerufen am 20. März 2021.
16. ↑  Oliver Jungen: ZDF-Doku: Die Angst vor Chinas ehrgeizigen Plänen. In: FAZ.NET. ISSN 0174-4909 (faz.net [abgerufen am 20. März 2021]).
17. ↑  Oliver Stöwing: „Kaisersturz“: ZDF-Dokudrama zeigt die letzten Tage von Wilhelm II. 31. Oktober 2018, abgerufen am 20. März 2021 (deutsch).
18. ↑  Helden der Leinwand. Abgerufen am 20. März 2021.
19. ↑  ZDFzeit-Doku "Königliche Dynastien" über die Glücksburger. Abgerufen am 20. März 2021.
20. ↑  Die Briefe der Lilli Jahn. Abgerufen am 20. März 2021.
21. ↑  "Landgericht - Geschichte einer Familie" im ZDF / Historischer Zweiteiler nach dem Roman von Ursula Krechel. Abgerufen am 20. März 2021.
22. ↑  Jonas Erlenkämper: Von Heinrich dem Löwen bis Ernst August – die Welfen im ZDF. 19. Juli 2016, abgerufen am 20. März 2021 (deutsch).
23. ↑  ZDF-Dokureihe "Königliche Dynastien": "Die Wittelsbacher" - Streifzug durch über 700 Jahre Geschichte. Abgerufen am 20. März 2021.
24. ↑  programm ARD de-ARD Play-Out-Center Potsdam, Potsdam Germany: Warschau ´44. Abgerufen am 20. März 2021.
25. ↑  phoenix. Abgerufen am 20. März 2021.
26. ↑  "Das Zeugenhaus" im ZDF / Film mit Starbesetzung frei nach dem Buch von Christiane Kohl. Abgerufen am 20. März 2021.
27. ↑  Pressemappe: ZDFzeit: Die Suche nach den verlorenen Söhnen: ZDF Presseportal. Abgerufen am 20. März 2021.
28. ↑  phoenix. Abgerufen am 20. März 2021.
29. ↑  phoenix. Abgerufen am 20. März 2021.
30. ↑  programm ARD de-ARD Play-Out-Center Potsdam, Potsdam Germany: Traumfabrik Königshaus (3/4). Abgerufen am 20. März 2021.
31. ↑  ZDF-Dreiteiler "Unsere Mütter, unsere Väter" mit umfangreichem Begleitprogramm und Onlineangebot (BILD). Abgerufen am 20. März 2021.
32. ↑  WELT: "Hitlertainment"?: Guido Knopp zeigt Weltenbrand ohne Mickymauseffekt. In: Die Welt. 18. September 2012 (welt.de [abgerufen am 20. März 2021]).
33. ↑  programm ARD de-ARD Play-Out-Center Potsdam, Potsdam Germany: Der deutsche Adel (1/2) - Das Erbe des Kaisers. Abgerufen am 20. März 2021.
34. ↑  Albert & Charlene: Countdown zur Märchenhochzeit. Abgerufen am 20. März 2021 (deutsch).

| Personendaten    | Personendaten          |
| ---------------- | ---------------------- |
| NAME             | Heyde, Annette von der |
| KURZBESCHREIBUNG | deutsche Journalistin  |
| GEBURTSDATUM     | 21. Februar 1963       |
| GEBURTSORT       | Mainz                  |